# Penthetria japonica
Penthetria japonica är en tvåvingeart som beskrevs av Christian Rudolph Wilhelm Wiedemann 1830. Penthetria japonica ingår i släktet Penthetria och familjen hårmyggor. Inga underarter finns listade i Catalogue of Life.